# Fred Thomas (giocatore di football americano)
Frederick L. Thomas (Bruce, 11 settembre 1973) è un ex giocatore di football americano statunitense che ha militato nel ruolo di cornerback nella National Football League (NFL).

## Carriera professionistica
Thomas fu scelto nel corso del secondo giro (47º assoluto) del Draft NFL 1996 dai Seattle Seahawks. Vi giocò per quattro stagioni apparendo in campo sporadicamente come titolare e senza fare registrare alcun intercetto.
Nel 2000 Thomas passò ai New Orleans Saints dove riuscì a diventare titolare della difesa della squadra. La sua miglior stagione fu quella del 2003 in cui collezionò 85 tackle, un sack e 4 intercetti. Si ritirò dopo la stagione 2007.